# Dvorec Čušperk
Dvorec Čušperk (nemško Zobelsberg) je stal v naselju Čušperk  v občini Grosuplje.

## Zgodovina
Dvorec Čušperk je bil zgrajen verjetno v 17. stol. Leta 1943 je bil požgan in uničen.